# JavaStation
Die JavaStation ist ein Network Computer (NC), der zwischen 1996 und 2000 von Sun Microsystems hergestellt wurde.
Die Hardware basiert auf dem Design der Sun SPARCstation, einer sehr erfolgreichen Computer-Architektur von UNIX Workstations aus den 1980er Jahren. NC-typisch fehlen Computerkomponenten wie Disketten-, Festplatten- und CD-ROM-Laufwerke. Es sind vorrangig PC-Standardkomponenten eingesetzt: Anschlüsse für Tastatur und Maus (PS/2), Anschluss für Monitor mit VGA, Verwendung von SIMM/DIMM RAM.
Als Betriebssystem wurde von Sun das eigene JavaOS geliefert, das im Wesentlichen die virtuelle Maschine (VM) für Suns Java zur Verfügung stellt. Darauf aufsetzend können Java-Programme laufen, zum Beispiel der HotJava-Browser. Es lässt sich aber auch Linux auf der JavaStation nutzen.